# Benito Losada Astray
Benito Ramón Hipólito Losada Astray, (Santiago de Compostela, 19 de noviembre de 1824- San Mamede de Ribadulla, 11 de septiembre de 1891), fue un médico, militar y escritor español.

## Trayectoria
Hijo de Benito Álvarez-Losada Pardo, catedrático de Derecho Penitenciario, y Teresa Astray-Caneda Calvelo. Se licenció en Medicina e ingresó en el Cuerpo de Sanidad Militar. Ejerció de médico militar en el País Vasco durante la guerra carlista y más tarde en Cuba. Convencido anticlerical, se interesó en la política liberal, afiliándose al partido republicano, lo que lo llevó a participar en el levantamiento de Solís de 1846. Colaborador de diversas publicaciones, como El Heraldo Gallego y Revista Gallega, se lo puede adscribir a la generación provincialista, por lo que formaría parte de la nómina de poetas tardíos del Rexurdimento.
Se conserva un manuscrito titulado "Os que ensinan a orella" en el que arremete implacablemente contra el clero por su deseo de exclusividad en la enseñanza pública y que le valió una fuerte campaña de desprestigio por parte de un joven director de periódico compostelano, pero al que finalmente vino a darle la razón el Real Decreto sobre la enseñanza libre del Ministerio de Fomento, presidido por Pidal.

## Obra

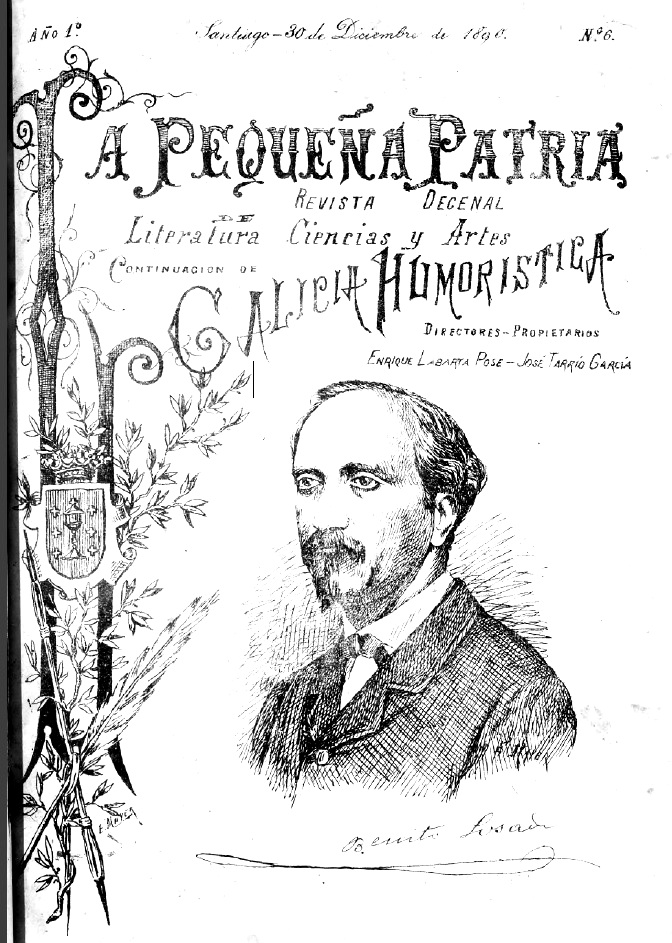
La Pequeña Patria, Santiago, 30 de diciembre de 1890, n.º 6.

Una vez jubilado de su puesto de general médico militar, comenzó a dedicarse a la creación literaria. Tras el fallecimiento de su mujer, se sumió en una gran tristeza que reflejó en los versos "Recordos". Luego vendría la novela corta Votos eternos de estilo romántico. En 1883 acabó otra de sus novelas en castellano, Paca, en la que narra minuciosamente las largas jornadas de un viaje en diligencia de Santiago a Madrid a mediados del XIX. Se conserva un manuscrito en castellano de un relato trágico romántico titulado "Mario", que no llegó a publicarse.
De su obra destacan Poesías (1878), su libro más romántico; Soazes d’un vello (1886) premio literario de La Voz de Galicia y publicado por Biblioteca Gallega y posteriormente con "Contiños da Tierra" en la tercera parte de Soazes d´un vello.
Tiene publicada por entregas una novela corta titulada "Por un retrato" en la revista Galicia de la Coruña.
La leyenda "Afrenta, daga y vieira" incluida en Soazes d´un vello es un hermoso relato ambientado en el medievo en la que aparecen castillos y parajes de la bisbarra del Ulla.
Pero por lo que es más conocido Benito Losada es por la treintena de poemas sueltos Contiños (1888), de signo costumbrista, y por sus epigramas. Estas composiciones poseen un marcado carácter picaresco, montones de alusiones maliciosas, lo cual motivo algunas críticas, entre ellas de Pardo Bazán, por considerar que resultaban de mal gusto.
En 1922 Aubrey Fitz Bell dedicó un apéndice de Portuguese Litarature al renacimiento literario gallego donde destaca sobre todo su populismo porque presenta cuadros coloridos, íntimos e interesantes de la vida de campo en Galicia. Hay un amplio y detallado estudio biográfico y bibliográfico de Benito Losada Astray de Antonio Couceiro Freijomil (1952) y de Ricardo Carballo Calero (1975). En 1991, con motivo del centenario de su fallecimiento, José Filgueira Valverde, le dedicó un artículo en Faro de Vigo.